# Gilsum
Gilsum est une municipalité américaine située dans le comté de Cheshire au New Hampshire. Selon le recensement de 2010, sa population est de 813 habitants.

## Géographie
La municipalité s'étend sur 16,67 milles carrés (43,18 km2), dont 0,02 milles carrés (0,05 km2) d'étendues d'eau.

## Histoire
La localité est fondée en 1752 sous le nom de Boyle, en l'honneur de Richard Boyle. Aucun habitant ne s'y installe cependant, en raison des attaques amérindiennes. Le bourg devient une municipalité en 1763 et prend le nom de Samuel Gilbert et Benjamin Sumner, qui participèrent à sa fondation.